# Tarta de limón
La tarta de limón es una tarta formada por una base de masa quebrada u hojaldre que se rellena con crema de limón.
Esta tarta a menudo se complementa con un merengue, lo que resulta en tarta de limón con merengue.

## Descripción
Esta receta es tradicional de las cocinas de Francia, Estados Unidos y el Reino Unido, si bien se conoce en muchos otros lugares. Se consume como postre o como parte de la merienda.
El lemon pie es más bien una tarta, es decir, una base de masa y un relleno. Como su nombre indica está hecha con limón, más bien con el zumo del limón, azúcar y huevos. Todo ello mezclado hace el famoso custard, el relleno cremoso amarillo que es tan típico de la tarta de limón. Una aclaración: el lemon pie original, el clásico, el infaltable de cada banquete que daba la reina Isabel I de Inglaterra, no necesariamente lleva esa cobertura blanca esponjosa con que se conoce en la actualidad. 

### Francia
En el siglo XIX, era tan apreciada como símbolo de riqueza y bondad que habitualmente era servida como postre a la realeza.

### Estados Unidos
Llamada lemon pie en los Estados Unidos, esta tarta es muy popular en los estados del sur y en California.
Existen varios tipos de tarta de limón, pero se destacan tres principales:
- la tarta tradicional de limón;
- la tarta de limón con merengue;
- la tarta de lima de los Cayos (hecha exclusivamente con limones de los Cayos de la Florida).

### Reino Unido
En el Reino Unido, la tarta de limón (también llamada tarte au citron) consiste en una base de masa (a menudo hecha en una lata de tarta estriada) que contiene una crema de limón cocinada previamente (generalmente compuesta de yema de huevo, azúcar, zumo y ralladura de limón y crema). Por lo general, las recetas incluyen hornear previamente la masa antes de agregar el relleno y volver a hornear. A veces, la tarta se espolvorea con azúcar glas antes de servir.